# Rhytmos Tour
Rhytmos Tour é a terceira turnê da cantora brasileira Claudia Leitte. Teve início em 3 de julho de 2010 no no Rio de Janeiro e contou com participação especial do cantor Belo. A turnê teve o intuito de promover o álbum As Máscaras. Alceu Neto foi o diretor de criação e designer gráfico da turnê. Foi marcada pela diversidade de ritmos no repertório, incluindo axé, pop, rock, R&B, reggae, funk e rap.

## Transmissão
Um show da turnê realizado em Campo Grande, Mato Grosso do Sul, no dia 20 de novembro de 2010 foi gravado e transmitido pela TV Morena no dia 31 de dezembro de 2010 durante a virada do ano.

## Repertório
1. "As Máscaras (Se Deixa Levar)"
2. "Insolação do Coração"
3. "Faz Um"
4. "Xô Perua"
5. Medley "Água":
  1. "Água"
  2. "Água Mineral"
6. "Famo$a"
7. "Bola de Sabão"
8. "Doce Paixão"
9. "Paixão"
10. Medley "Funk":
  1. "Sincera"
  2. "Baba"
11. "Flores da Favela"
12. "Trilhos Fortes"
13. Medley "Dance":
  1. "Taj Mahal"
  2. "Dancin' Days"
  3. "Descobridor dos Sete Mares""
14. "Canudinho"
15. "Caranguejo"
16. "Safado, Cachorro, Sem-Vergonha"
17. "Lirirrixa"
18. "Pássaros"
19. "Crime"
20. "Horizonte"
21. "Don Juan"
22. "Pensando em Você"
23. Medley "Acústico"
  1. "I Can See Clearly Now"
  2. "Amor Perfeito"
24. Medley "Babado Novo"
  1. "Babado Novo"
  2. "Fulano in Sala"
  3. "Janeiro a Janeiro"
  4. "Eu Fico"
  5. "Cai Fora"
25. "Me Chama de Amor"
26. "Exttravasa"
27. "Beijar Na Boca"
28. "Água" (encore)

1. "As Máscaras (Se Deixa Levar)"
2. "Beijar na Boca"
3. "Insolação do Coração"
4. "Exttravasa"
5. "Faz Um"
6. "Caranguejo"
7. Medley
  1. "Safado, Cachorro, Sem-Vergonha"
  2. "Ska"
  3. "Fogo e Paixão"
8. "Xô Perua"
9. "Famo$a"
10. Medley "Dance":
  1. "Taj Mahal"
  2. "Dancin' Days"
  3. "Descobridor dos Sete Mares"
11. "Trilhos Fortes"
12. "Pensando em Você"
13. Medley "Babado Novo"
  1. "Cai Fora"
  2. "Amor à Prova"
  3. "Eu Fico"
14. "Lirirrixa"
15. "Doce Paixão"
16. "Fulano in Sala"
17. "Bola de Sabão"
18. Medley "Água":
  1. "Água"
  2. "Água Mineral"
19. "Flores da Favela"
20. "Dyer Maker
21. "Amor Perfeito"
22. "Exttravasa" (encore)

## Datas
| Data                   | Cidade                | Estado              |
| ---------------------- | --------------------- | ------------------- |
| Brasil                 |                       |                     |
| 3 de julho de 2010     | Rio de Janeiro        | Rio de Janeiro      |
| 4 de julho de 2010     | São Bernardo do Campo | São Paulo           |
| 15 de julho de 2010    | Porto Velho           | Rondônia            |
| 16 de julho de 2010    | Ji-Paraná             | Rondônia            |
| 17 de julho de 2010    | Araçatuba             | São Paulo           |
| 23 de julho de 2010    | Tapira                | Minas Gerais        |
| 24 de julho de 2010    | Macapá                | Amapá               |
| 25 de julho de 2010    | Bacabal               | Minas Gerais        |
| 30 de julho de 2010    | Ibaté                 | São Paulo           |
| 31 de julho de 2010    | Recife                | Pernambuco          |
| 1 de agosto de 2010    | Trindade              | Pernambuco          |
| 6 de agosto de 2010    | Boa Vista             | Roraima             |
| 7 de agosto de 2010    | Manaus                | Amazonas            |
| 8 de agosto de 2010    | Belém                 | Pará                |
| 13 de agosto de 2010   | Volta Redonda         | Rio de Janeiro      |
| 15 de agosto de 2010   | Luziânia              | Pernambuco          |
| 20 de agosto de 2010   | Vitória da Conquista  | Bahia               |
| 21 de agosto de 2010   | Fortaleza             | Ceará               |
| 22 de agosto de 2010   | Campina Grande        | Paraíba             |
| 27 de agosto de 2010   | Campos dos Goytacazes | Rio de Janeiro      |
| 3 de setembro de 2010  | Arcos                 | Minas Gerais        |
| 4 de setembro de 2010  | Extrema               | Minas Gerais        |
| 5 de setembro de 2010  | João Pinheiro         | Minas Gerais        |
| 10 de setembro de 2010 | Paulínia              | São Paulo           |
| 11 de setembro de 2010 | Brasília              | Distrito Federal    |
| 17 de setembro de 2010 | Belo Horizonte        | Minas Gerais        |
| 18 de setembro de 2010 | Muriaé                | Minas Gerais        |
| 23 de setembro de 2010 | Rio de Janeiro        | Rio de Janeiro      |
| 24 de setembro de 2010 | Uberlândia            | Minas Gerais        |
| 25 de setembro de 2010 | Poços de Caldas       | Minas Gerais        |
| 9 de outubro de 2010   | Araraquara            | São Paulo           |
| 10 de outubro de 2010  | Ipatinga              | Minas Gerais        |
| 11 de outubro de 2010  | Porto Seguro          | Bahia               |
| 15 de outubro de 2010  | Curitiba              | Paraná              |
| 16 de outubro de 2010  | Porto Alegre          | Rio Grande do Sul   |
| 22 de outubro de 2010  | Itajaí                | Santa Catarina      |
| 23 de outubro de 2010  | São Paulo             | São Paulo           |
| 29 de outubro de 2010  | Dourados              | Mato Grosso do Sul  |
| 31 de outubro de 2010  | Alfenas               | Minas Gerais        |
| 1 de novembro de 2010  | Uberaba               | Minas Gerais        |
| 7 de novembro de 2010  | São Bernardo do Campo | São Paulo           |
| 13 de novembro de 2010 | Sauipe                | Bahia               |
| 14 de novembro de 2010 | Pato Branco           | Paraná              |
| 20 de novembro de 2010 | Campo Grande          | Mato Grosso do Sul  |
| 21 de novembro de 2010 | Porto Alegre          | Rio Grande do Sul   |
| 24 de novembro de 2010 | São Paulo             | São Paulo           |
| 27 de novembro de 2010 | São Luís              | Maranhão            |
| 28 de novembro de 2010 | Matinhas              | Paraíba             |
| 4 de dezembro de 2010  | Natal                 | Rio Grande do Norte |
| 10 de dezembro de 2010 | Cianorte              | Paraná              |
| 11 de dezembro de 2010 | Barueri               | São Paulo           |
| 12 de dezembro de 2010 | São Gonçalo           | Rio de Janeiro      |
| 30 de dezembro de 2010 | Porto Seguro          | Bahia               |